# Protortonia crotonis
Protortonia crotonis är en insektsart som beskrevs av Reyne 1964. Protortonia crotonis ingår i släktet Protortonia och familjen pärlsköldlöss. Inga underarter finns listade i Catalogue of Life.